# Peter-Paul Müller
Peter-Paul Müller (* 27. Mai 1940 in Hamburg; † 6. Juni 2018 ebenda) war ein deutscher Politiker (Partei Rechtsstaatlicher Offensive).

## Leben
Müller war zweimal verheiratet und hatte drei erwachsene Kinder aus erster Ehe. Beruflich war er Bauleiter im Hochbau und später Gastronom. Er war über 20 Jahre ehrenamtlich Vorsitzender eines Sportvereins.

## Politik
Müller war von Oktober 2001 bis März 2004 Mitglied der Bürgerschaft der Freien und Hansestadt Hamburg. Als Landtagsabgeordneter war er Mitglied des Bau- und des Europaausschusses, dessen Vorsitzender er war. Darüber hinaus war er einer der Vizepräsidenten der Bürgerschaft. Müller ist der Vater des ehemaligen Abgeordneten Stephan Müller.
| Personendaten    | Personendaten                                                  |
| ---------------- | -------------------------------------------------------------- |
| NAME             | Müller, Peter-Paul                                             |
| KURZBESCHREIBUNG | deutscher Politiker (Partei Rechtsstaatlicher Offensive), MdHB |
| GEBURTSDATUM     | 27. Mai 1940                                                   |
| GEBURTSORT       | Hamburg, Deutschland                                           |
| STERBEDATUM      | 6. Juni 2018                                                   |
| STERBEORT        | Hamburg, Deutschland                                           |